# I Concejo Municipal de Tijuana
El I Concejo Municipal de Tijuana, comprende del período de 1968 a 1970, esto debido a la cancelación de los resultados de la elecciones estatales de 1968, en Tijuana por parte del Congreso.   El alcalde seleccionado por la VI Legislatura del Congreso de Baja California, para este período fue Ernesto Pérez Rul, del Partido Revolucionario Institucional.

## Antecedentes
El 10 de mayo de 1968, un grupo de mujeres simpatizantes del Partido Acción Nacional, se manifestaron desde Tijuana, generando un movimiento que llegaría hasta la Ciudad de México, en contra del fraude electoral que se llevaba a cabo durante las elecciones de ese año.  El candidato del PAN, Luis Enrique Enciso Clark habría resultado ganador de la contienda que el mismo Luis Echeverría, en ese entonces, Secretario de Gobernación habría de anular, pues derrotó fácilmente al candidato oficial, el delegado del IMSS Luis Mario Santana Cobián; la anulación de la elección generó a un más manifestaciones y protestas denunciando el supuesto fraude cometido. En Mexicali, el candidato del PAN, Norberto Corella, que prácticamente "humilló" al candidato priista Gilberto Rodríguez González, fue acusado de no tener la ciudadanía mexicana y de seguir afiliado al PRI, al momento de la elección.
Por todos estos sucesos, el gobierno del Estado declaró la anulación de las elecciones en Mexicali y Tijuana, no sin declarar la instauración de un Concejo Municipal en dichos municipios, que habría de durar el período constitucional de 3 años. Dichos concejos fueron encabezados por priistas.

## Concejo Municipal
La composición del Concejo Municipal fue el siguiente:
| Nombre                      | Puesto     | Partido |
| --------------------------- | ---------- | ------- |
| Ernesto Pérez Rul           | Presidente |         |
| Héctor Lutteroth Camou      | Síndico    |         |
| Matías Arvizu Alanís        | Concejal   |         |
| Isauro Barrutia Almaráz     | Concejal   |         |
| Fernando Cano Medina        | Concejal   |         |
| Hilario Muñoz López         | Concejal   |         |
| Alberto Ballesteros Vendrei | Concejal   |         |